# Vorbis
Vorbis es un códec de audio digital general con pérdidas, libre, desarrollado por la Fundación Xiph.Org, que utiliza el formato de archivo de audio o contenedor Ogg.

## Visión general
Ogg Vorbis forma parte del proyecto Ogg y fue llamado Ogg Vorbis o tan solo ogg por ser el códec más comúnmente encontrado en el contenedor Ogg.
Vorbis es un códec de audio perceptivo de fines generales previsto para permitir flexibilidad máxima del codificador, permitiéndole escalar competitivamente sobre una gama excepcionalmente amplia de bitrates.
Aun cuando el algoritmo de compresión con pérdida produce una menor cantidad de información, es un procedimiento de codificación que tiene como objetivo eliminar una cierta cantidad de información considerada como irrelevante para disminuir el volumen de datos. Esta idea fue utilizada anteriormente por ejemplo en la compresión de mp3.
En la escala de nivel de calidad/bitrate  (CD audio o DAT-rate estéreo, 16/24 bits) se encuentra en la misma liga que MPEG-2 y Musepack (MPC) y comparable con AAC en la mayoría de bitrates. Similarmente, el codificador 1.0 puede codificar niveles de calidad desde CD audio y DAT-rate estéreo hasta 48kbps sin bajar la frecuencia de muestreo. Vorbis también está pensado para frecuencias de muestreo bajas desde telefonía de 8kHz y hasta alta definición de 192kHz, y una gama de representaciones de canales (monoaural, polifónico, estéreo, cuadrafónico, 5.1, ambisónico o hasta 255 canales discretos).
Ogg Vorbis es totalmente abierto, libre de patentes y de regalías; la biblioteca de referencia (libVorbis) se distribuye bajo una licencia tipo BSD por lo que cualquiera puede implementarlo ya sea tanto para aplicaciones propietarias como libres. Aplicaciones de streaming audio como Spotify utilizan el formato Ogg (calidad -q9, ver tabla siguiente) en versión prémium.

## Historia
Vorbis es el primer códec desarrollado como parte de los proyectos multimedia de la Fundación Xiph.Org. Comenzó inmediatamente después que Fraunhofer IIS (creadores del MP3) enviaran una «carta de infracción» a varios proyectos pequeños que desarrollaban MPEG Audio Layer 3, mencionando que debido a las patentes que poseen sobre el MP3 tienen el derecho de cobrar regalías por cualquier reproductor comercial, todos los codificadores (ya sea vendidos o gratuitos) y también trabajos de arte vendidos en formato MP3. Por este motivo fue creado el Ogg Vorbis y la Fundación Xiph.Org, para proteger el contenido multimedia en Internet del control de intereses privados.
El formato del bitstream para Vorbis I fue congelado el 8 de mayo de 2000; todos los archivos creados desde esa fecha seguirán siendo compatibles con futuros lanzamientos de Vorbis.
La versión 1.0 fue anunciada en julio de 2002, con una «Carta de anuncio de Ogg-Vorbis 1.0» agradeciendo el apoyo recibido y explicando por qué es necesario el desarrollo de códecs libres.
Vorbis recibe este nombre de un personaje del libro Dioses menores de Terry Pratchett.

## Características

### Detalles técnicos
Vorbis utiliza la Transformada de coseno discreta modificada (MDCT).
| Calidad                               | Bit rate                     | Bit rate                               |
| ------------------------------------- | ---------------------------- | -------------------------------------- |
| -q-2 (solo aoTuV beta3 y posteriores) | ~32 kbit/s                   |                                        |
| -q-1                                  | ~45 kbit/s (vorbis original) | ~48 kbit/s (aoTuV beta3 y posteriores) |
| -q0                                   | ~64 kbit/s                   |                                        |
| -q1                                   | ~80 kbit/s                   |                                        |
| -q2                                   | ~96 kbit/s                   |                                        |
| -q3                                   | ~112 kbit/s                  |                                        |
| -q4                                   | ~128 kbit/s                  |                                        |
| -q5                                   | ~160 kbit/s                  |                                        |
| -q6                                   | ~192 kbit/s                  |                                        |
| -q7                                   | ~224 kbit/s                  |                                        |
| -q8                                   | ~256 kbit/s                  |                                        |
| -q9                                   | ~320 kbit/s                  |                                        |
| -q10                                  | ~500 kbit/s                  |                                        |